# Hochschule Merseburg

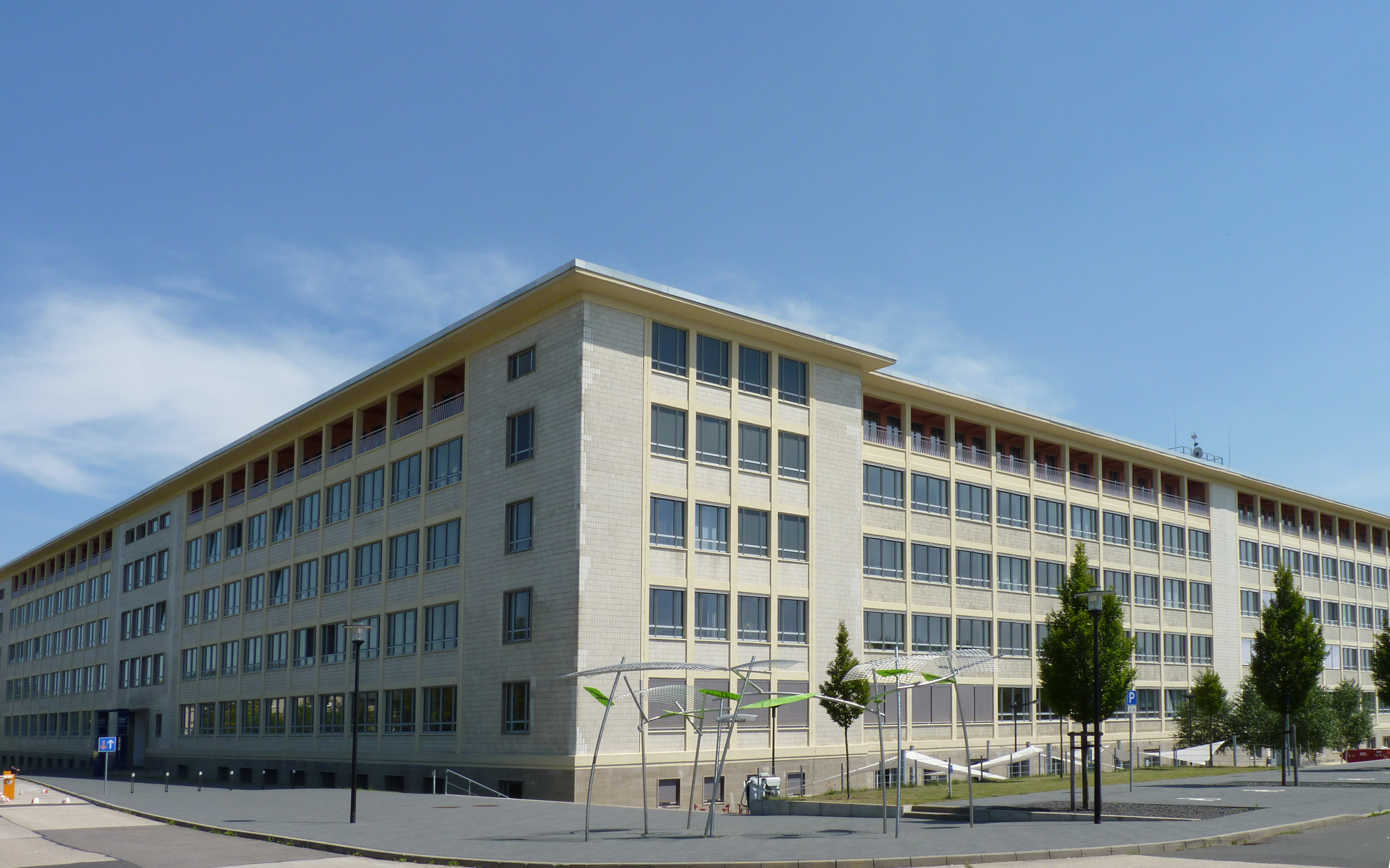
Hauptgebäude der Hochschule Merseburg

Die Hochschule Merseburg ist eine Fachhochschule für angewandte Wissenschaften in Merseburg, Sachsen-Anhalt.
In unmittelbarer Nähe zu den Universitätsstädten Halle (Saale) und Leipzig wird an der Hochschule Merseburg in Bachelor- und Masterstudiengängen praxisorientiert ausgebildet. In den Studiengängen aus dem ingenieurwissenschaftlich-technischen, wirtschaftswissenschaftlichen sowie kulturellen und sozialen Bereich werden neben den wissenschaftlichen Grundlagen vor allem Methodenkenntnisse und berufspraktische Qualifikationen, die sogenannten Schlüsselqualifikationen, vermittelt.
Die Hochschule wurde am 1. April 1992 auf dem Gelände der 1954 bis 1993 bestehenden Technischen Hochschule Leuna-Merseburg gegründet.

## Geschichte

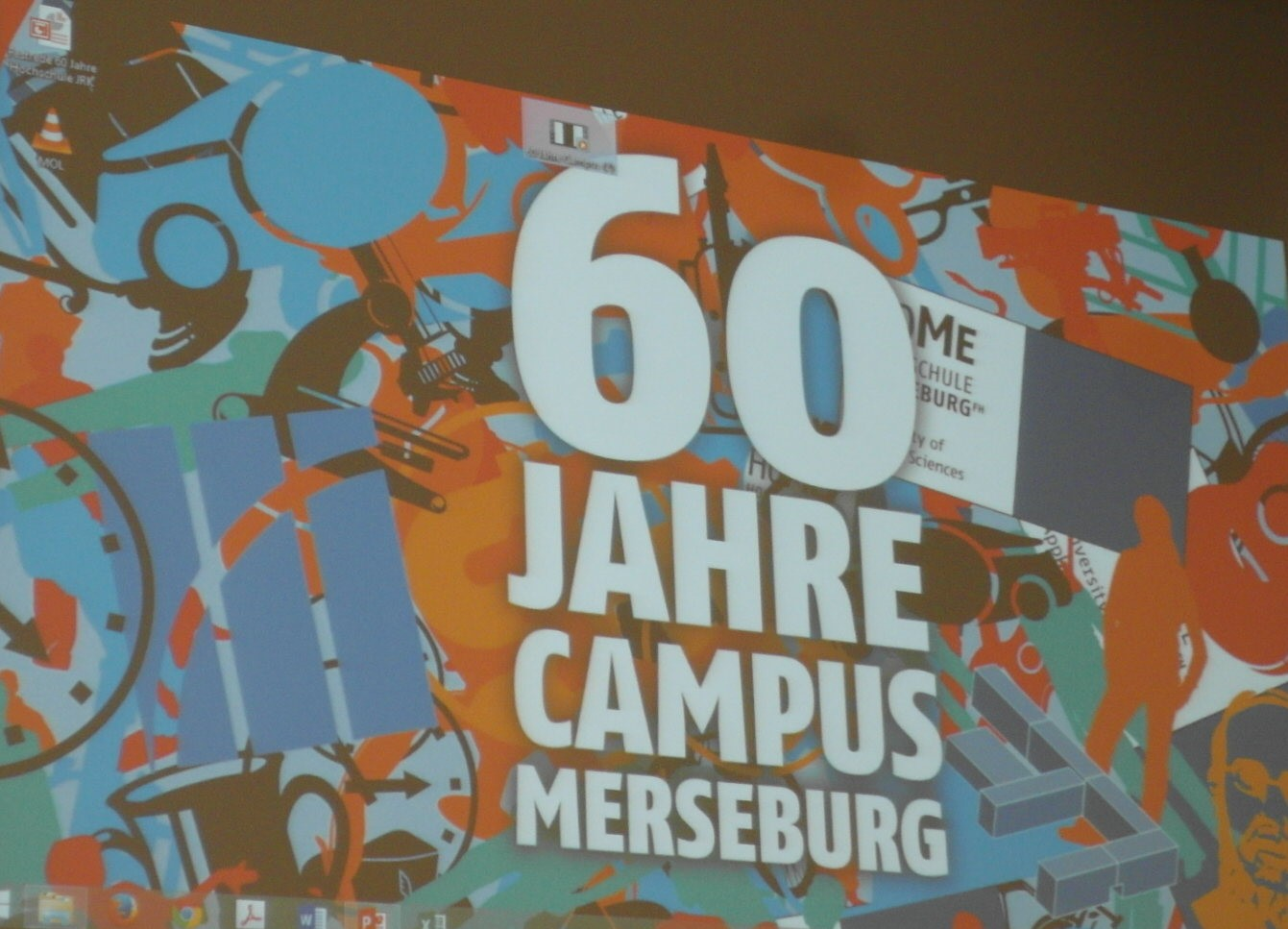
Campus Merseburg (Jubiläum 2014)

Eine Hochschule für Chemie bestand in Merseburg schon seit dem Oktober 1954, als auf dem heutigen Campusgelände die spätere Technische Hochschule Leuna-Merseburg gegründet wurde. Diese wurde 1993 aufgehoben und zum größten Teil an die Martin-Luther-Universität Halle-Wittenberg angegliedert. Die Gründung der Hochschule Merseburg (University of Applied Sciences) war bereits 1992 erfolgt.

## Rektoren
- Lothar Teschke, Gründungsrektor (1992–1994), Professor für Mathematik
- Johanna Wanka (1994–2000), Professorin für Ingenieur-Mathematik
- Heinz Zwanziger (2000–2012), Professor für Analytische Chemie
- Jörg Kirbs (2012–2022), Professor für Technische Mechanik
- Markus Krabbes (seit 2022), Professor für Informationssysteme.

## Studiengänge
Seit dem Wintersemester 2005/2006 werden ausschließlich Bachelor- und Masterstudiengänge angeboten, die Diplomstudiengänge liefen aus. Zudem gibt es ein umfangreiches Weiterbildungsangebot.

### Bachelorstudiengänge
- AI Engineering
- Angewandte Chemie
- Angewandte Informatik
- Betriebswirtschaft
- Betriebswirtschaft im Fernstudium
- Chemie- und Umwelttechnik
- Elektrotechnik und Automatisierungstechnik
- Green Engineering
- Ingenieurpädagogik
- Kultur- und Medienpädagogik
- Maschinenbau
- Soziale Arbeit
- Technisches Informationsdesign
- Wirtschaftsinformatik
- Wirtschaftsingenieurwesen (Dualer Studiengang)
- Wirtschaftsingenieurwesen (Schwerpunkt Management)

### Masterstudiengänge
- Angewandte Medien- und Kulturwissenschaft
- Angewandte Sexualwissenschaft
- Automatisierungstechnik und Informatik
- Controlling und Management
- Informationsdesign und Medienmanagement
- Maschinenbau
- Nachhaltige Verfahrenstechnik und Chemie
- Polymer Materials Science
- Projektmanagement
- Sexologie (sexualwissenschaftlicher Weiterbildungs-Masterstudiengang)
- Systemische Soziale Arbeit
- Wirtschaftsinformatik
- Wirtschaftsingenieurwesen

## Fachbereiche
- Ingenieur- und Naturwissenschaften
- Soziale Arbeit. Medien. Kultur
- Wirtschaftswissenschaften und Informationswissenschaften.

## Partnerschaften
- Staatliche Rittmeister-Witold-Pilecki-Hochschule Oświęcim (Państwowa Wyższa Szkoła Zawodowa im. rotmistrza Witolda Pileckiego w Oświęcimiu), Polen

## Deutsches Chemie-Museum Merseburg

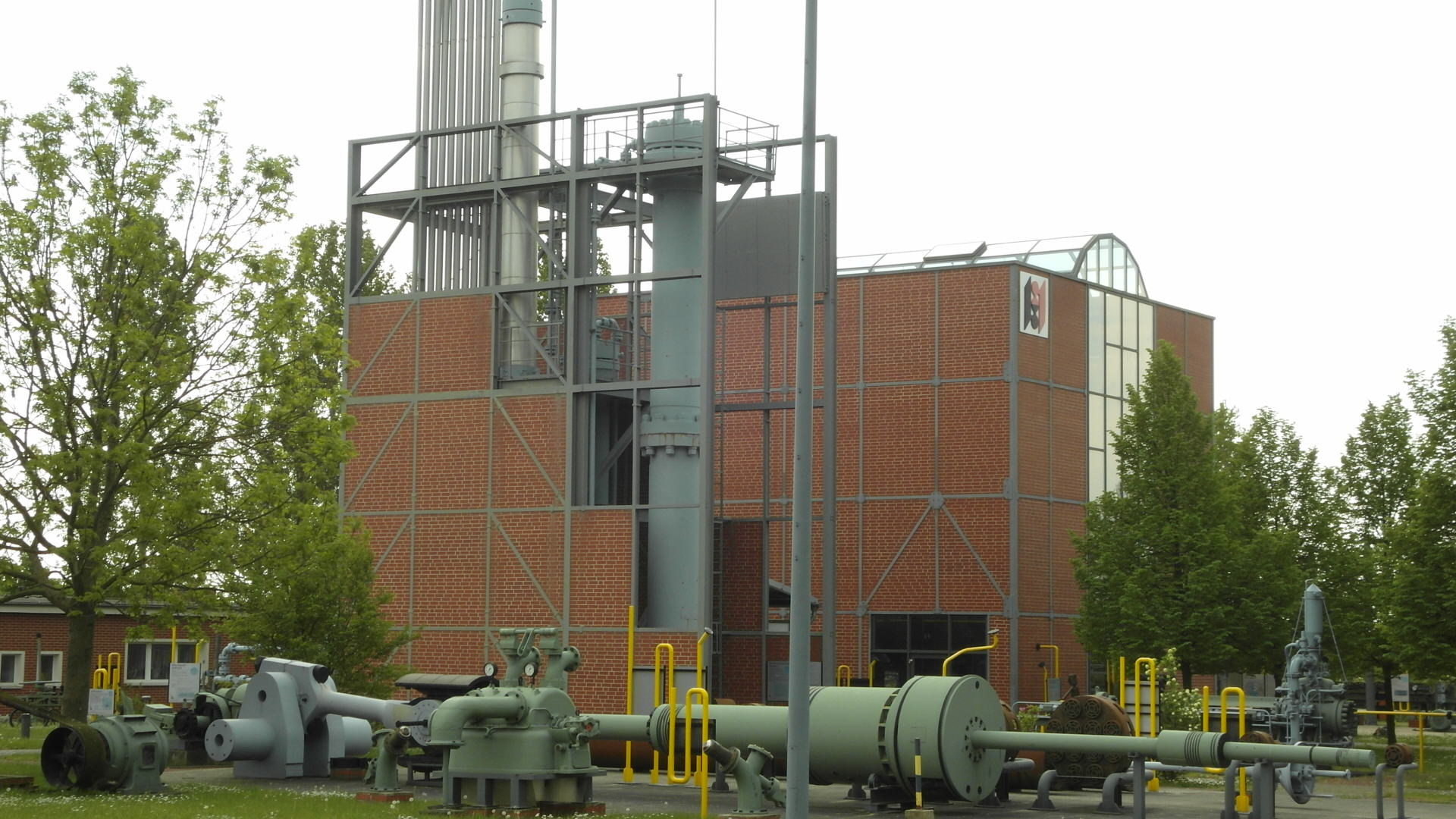
Deutsches Chemie-Museum Merseburg, Ammoniak-Synthesekammer (2014)

Das Deutsche Chemie-Museum Merseburg (dchm) wurde 1993 auf dem Campus Merseburg gegründet zur Darstellung der Entwicklung der chemischen Industrie in Mitteldeutschland anhand von Original-Anlagen, Apparaten und Ausrüstungen (traditionsreiche Großunternehmen: Leuna-Werke und Buna-Werke). Das vom Verein „Sachzeugen der chemischen Industrie e. V. (SCI)“ aufgebaute und geführte Museum arbeitet eng mit der Hochschule Merseburg zusammen.
Die unter Leitung von Klaus Krug entstandene Sammlung besteht aus rd. 5000 Objekten, von denen in einem Technikpark mehr als 300 besichtigt werden können. Als wichtigste originale Exponate sind die Ammoniak-Synthesekammer und die zugehörige funktionsfähige Hochdruck-Umlaufpumpe anzusehen, beide aus den Anfangsjahren der großtechnischen Ammoniaksynthese 1916/1917 im Leunawerk nach dem Haber-Bosch-Verfahren (später Nobelpreise für den Chemiker Fritz Haber im Jahre 1919 und den Chemiker, Techniker und Industriellen Carl Bosch im Jahre 1931).
Der Verein SCI hat konzeptionell dafür gesorgt, dass dieses Museum die Merkmale eines Science Center, eines Museums und einer Sammlung originärer Anlagen und Apparate der chemischen Industrie des 20. Jahrhunderts in einem Technikpark vereint. Seit 1996 werden im Science Center die Projekte "Chemie zum Anfassen" und "Technik begreifen" gemeinsam mit der Hochschule Merseburg realisiert. Vorstandsvorsitzender im Förderverein SCI ist Thomas Martin, Professor für Verfahrenstechnik / Mechanische und Thermische Prozesse an der Hochschule Merseburg.
Das Deutsche Chemie-Museum Merseburg auf dem Hochschul-Campus gilt als einzigartig in Europa und besitzt Weltrang.